# Lema de Gauss
En la teoría de polinomios, el lema de Gauss, o criterio de la irreducibilidad de Gauss, llamado así en honor al matemático alemán Carl Friedrich Gauss, afirma que el producto de dos polinomios primitivos es primitivo. (Un polinomio se llama primitivo si el máximo común divisor de sus coeficientes es 1). 
Permite demostrar como corolarios suyos que si {\displaystyle D} es un dominio de factorización única (DFU) y {\displaystyle \mathbb {K} } es su cuerpo de cocientes (o cuerpo de fracciones), entonces el contenido de dos polinomios dados con coeficientes en {\displaystyle D} es el producto de contenidos (el contenido de un polinomio es el máximo común divisor de sus coeficientes) y que todo polinomio primitivo {\displaystyle p\in D[x]} es irreducible en {\displaystyle D[x]} si y sólo si lo es en {\displaystyle \mathbb {K} [x]}.
Cuando se aplica este resultado a {\displaystyle \mathbb {Z} } como anillo de factorización única se obtiene que un polinomio primitivo con coeficientes enteros es irreducible sobre los enteros si y sólo si es irreducible sobre los racionales.
El criterio de irreducibilidad de Gauss proporciona un resultado muy útil para demostrar ciertas propiedades de divisibilidad en anillos de polinomios: por la equivalencia que señala el criterio entre la irreducibilidad de un polinomio primitivo en {\displaystyle D[x]} y la irreducibilidad del mismo polinomio en {\displaystyle \mathbb {K} [x]}, usando que {\displaystyle \mathbb {K} [X]} es un DFU, se puede demostrar que si {\displaystyle D} es un DFU, entonces {\displaystyle D[X]} también es un DFU. Así, se tiene como corolario que si {\displaystyle D} es un DFU entonces también lo es {\displaystyle D[x]}, sea o no este último anillo un dominio de ideales principales (DIP). Con esto se pueden construir fácilmente ejemplos de anillos que son DFU per no DIP. Por ejemplo, {\displaystyle \mathbb {Z} [x]} no es un DIP pero sí es un DFU, pues {\displaystyle \mathbb {Z} } es un DFU.
También se puede usar el lema para demostrar el criterio de Eisenstein, muy útil para identificar polinomios irreducibles en los racionales.

## Enunciado del lema y demostración
Un polinomio {\displaystyle F(X)=a_{0}+a_{1}X+\dots +a_{n}X^{n}} sobre los enteros se llama primitivo si el máximo común divisor de sus coeficientes es 1. En otras palabras, si ningún número primo divide a todos sus coeficientes. La misma definición se puede hacer si el polinomio tiene coeficientes en un dominio de factorización única cualquiera: un polinomio es primitivo si sólo las unidades dividen a todos sus coeficientes (el máximo común divisor de sus coeficientes es 1). Si el anillo es un dominio de factorización única, como cada uno de los coeficientes se puede escribir como producto de elementos primos, que el polinomio sea primitivo es equivalente a que ningún elemento primo divida a todos sus coeficientes.
El lema de Gauss afirma lo siguiente:
| Lema de Gauss El producto de dos polinomios primitivos sobre un dominio de factorización única es a su vez primitivo. |

Demostración: Sean {\displaystyle P(X)=a_{0}+a_{1}X+\dots +a_{n}X^{n}} y {\displaystyle Q(X)=b_{0}+b_{1}X+\dots +b_{m}X^{m}} dos polinomios con coeficientes en un dominio de factorización única {\displaystyle A}. Claramente, por propiedad distributiva y ser el anillo cerrado por el producto y la suma, {\displaystyle P(X)Q(X)} vuelve a ser un polinomio con coeficientes en {\displaystyle A}. Veamos que es primitivo. Si no lo fuera, usando la factorización en elementos primos del anillo, como ya hemos comentado arriba, debería existir un elemento primo que dividiera a todos los coeficientes del producto {\displaystyle P(X)Q(X)}. Vamos a ver que ningún elemento primo puede cumplir esto, de manera que {\displaystyle P(X)Q(X)} tendrá que ser necesariamente primitivo.
Sea pues {\displaystyle p\in A} un elemento primo y vamos a encontrar un coeficiente de {\displaystyle P(X)Q(X)=c_{0}+c_{1}X+\dots +c_{n+m}X^{n+m}} no divisible por {\displaystyle p}. Como sabemos que {\displaystyle P(X)} y {\displaystyle Q(X)} sí que son primitivos, debe existir por lo menos un coeficiente de cada uno no divisible por {\displaystyle p}. Sean {\displaystyle a_{r}} y {\displaystyle b_{s}} los coeficientes de menor índice de {\displaystyle P(X)} y {\displaystyle Q(X)} no divisibles por {\displaystyle p}.
Afirmamos que {\displaystyle c_{r+s}} no puede ser divisible por {\displaystyle p}. En efecto, por propiedad distributiva,
{\displaystyle c_{r+s}=\sum _{i+j=r+s}a_{i}b_{j}=\sum _{i=0}^{r+s}a_{i}b_{r+s-i}=\sum _{i=0}^{r-1}a_{i}b_{r+s-i}+a_{r}b_{s}+\sum _{i=r+1}^{r+s}a_{i}b_{r+s-i}=\sum _{i=0}^{r-1}a_{i}b_{r+s-i}+a_{r}b_{s}+\sum _{j=0}^{s-1}a_{r+s-j}b_{j}}.
En esta expresión, por definición de {\displaystyle r}, los {\displaystyle a_{i}} del primer sumatorio son todos divisibles por {\displaystyle p}, mientras que, por definición de {\displaystyle s}, los {\displaystyle b_{j}} del segundo sumatorio son todos divisibles por {\displaystyle p}. Por tanto, si {\displaystyle c_{r+s}} fuera divisible por {\displaystyle p}, entonces {\displaystyle a_{r}b_{s}} tendría que ser divisible por {\displaystyle p}. Pero como {\displaystyle p} es un elemento primo, {\displaystyle p} dividiría a {\displaystyle a_{r}} o a {\displaystyle b_{s}}, lo cual es contradictorio con cómo hemos definido estos coeficientes. Por tanto, {\displaystyle c_{r+s}} no puede ser divisible por {\displaystyle p}.
Así pues, para cada elemento primo {\displaystyle p} existe un coeficiente de {\displaystyle P(X)Q(X)} que no es divisible por {\displaystyle p} y, entonces, {\displaystyle P(X)Q(X)} es primitivo. {\displaystyle \quad \square }

## Ejemplo de uso
Hallemos las raíces racionales del polinomio racional
{\displaystyle f=x^{8}+8/3x^{7}+1/3x^{6}-14/3x^{5}-14/3x^{4}-4/3x^{3}}
Limpiando los denominadores de {\displaystyle f} se obtiene el polinomio entero {\displaystyle g} con las mismas raíces:
{\displaystyle g=3x^{8}+8x^{7}+x^{6}-14x^{5}-14x^{4}-4x^{3}=x^{3}(3x^{5}+8x^{4}+x^{3}-14x^{2}-14x-4)}
Claramente, 0 es raíz de multiplicidad 3 de {\displaystyle g} (y de {\displaystyle f}), y las restantes raíces racionales son las de 
{\displaystyle h=3x^{5}+8x^{4}+x^{3}-14x^{2}-14x-4}
Aquí, {\displaystyle a_{0}=-4} y {\displaystyle a_{n}=3}.
Los divisores de {\displaystyle a_{0}} son {\displaystyle \pm 1,\pm 2,\pm 4} y los divisores de {\displaystyle a_{n}} son {\displaystyle \pm 1,\pm 3}, luego las raíces racionales se buscan en el conjunto:
{\displaystyle \{\pm 1,\pm 2,\pm 4,\pm 1/3,\pm 2/3,\pm 4/3\}}
Chequeando uno obtiene que {\displaystyle h(-1)=0} y {\displaystyle h(-2/3)=0}.
Así, las raíces racionales distintas de {\displaystyle h} son {\displaystyle -1} y {\displaystyle -2/3}, para conocer con que multiplicidad, se puede o bien dividir {\displaystyle h} por {\displaystyle (x+1)(x+2/3)} y volver a evaluar el cociente en {\displaystyle -1} y {\displaystyle -2/3}. O bien también se puede derivar {\displaystyle h}: 
{\displaystyle h'=15x^{4}+32x^{3}+3x^{2}-28x-14}
y se tiene que {\displaystyle h'(-1)=0} mientras que {\displaystyle h'(-2/3)\neq 0}. O sea {\displaystyle -1} es raíz de multiplicidad ≥ 2 y {\displaystyle -2/3} es raíz simple.
Volviendo a derivar {\displaystyle h}: {\displaystyle h''=60x^{3}+96x+6x-28} y {\displaystyle h''(-1)\neq 0}.
Se concluye que -1 es raíz doble de {\displaystyle h}.
Finalmente la factorización de {\displaystyle h} en {\displaystyle \mathbb {Q} [X]} es:
{\displaystyle h=3(x+1)^{2}(x+2/3)(x^{2}-2)}
Y dado que {\displaystyle f=1/3x^{3}h}, resulta la siguiente factorización de {\displaystyle f} en {\displaystyle \mathbb {Q} [X]}:
{\displaystyle f=x^{3}(x+1)^{2}(x+2/3)(x^{2}-2)}